# جیمزتاون (سنت هلن)
جیمز تاون (به انگلیسی: Jamestown)، پایتخت قلمروی ماوراء آبهای بریتانیا در اقیانوس اطلس جنوبی یعنی جزایر سنت هلن، جزیره آسونسیون، تریستان داکونها می‌باشد

## نگارخانه

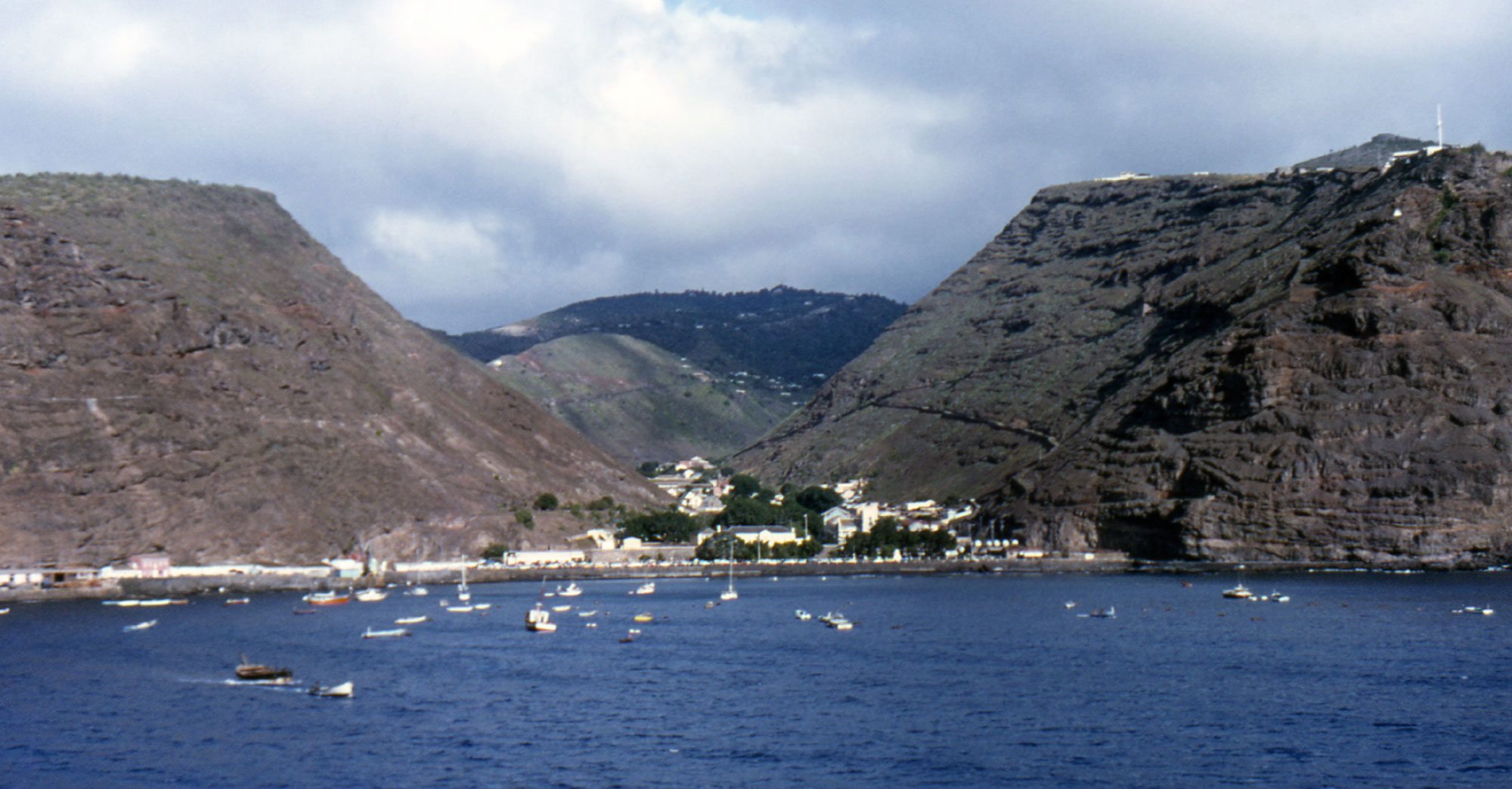
Another view of the town from the sea
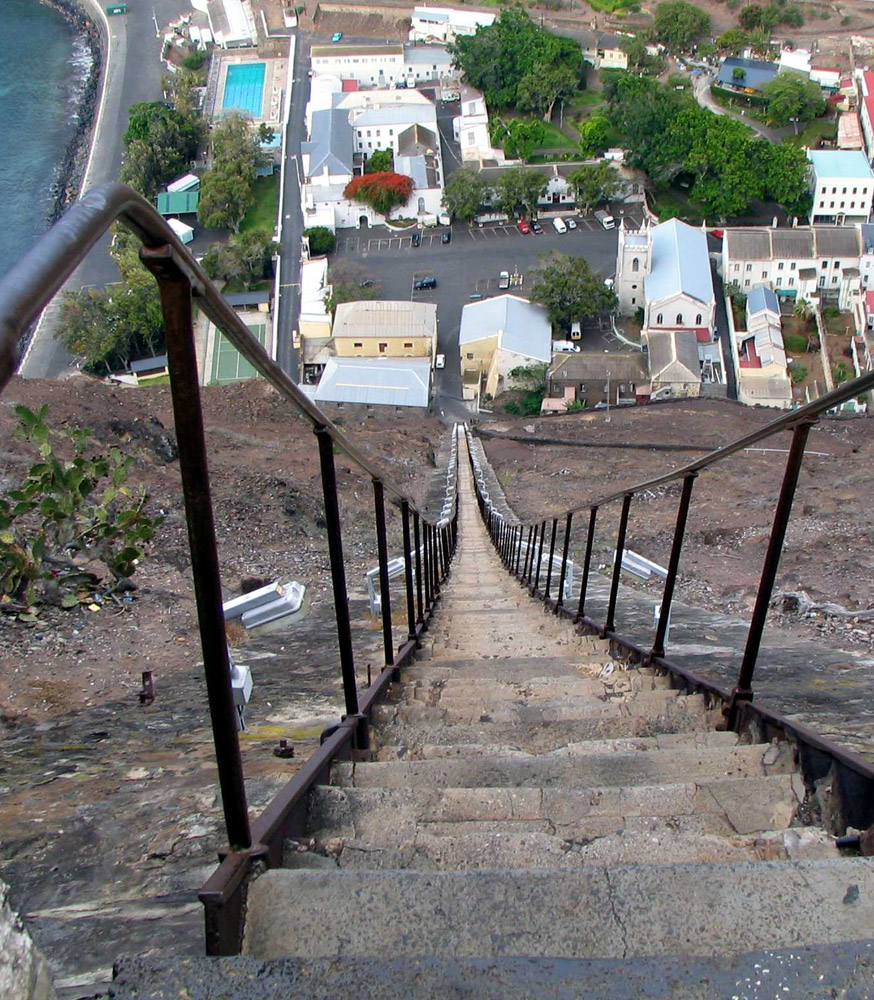
The view down Jacob's Ladder